# Einar Suðringur
Einar Suðringur era un caudillo vikingo y bóndi de Suðuroyarfjørður, Islas Feroe en el siglo X que aparece como personaje histórico en la saga Færeyinga.
En 969 Einar mantuvo una discusión con Eldjarn Kambhøttur, un seguidor del poderoso godi Havgrímur por la postura de dos hermanos parientes de Einar, Brestir Sigmundsson y Beinir Sigmundsson por una zona del archipiélago llamada Stóra Dímun. En el 970 el Løgting (el thing feroés) falló a favor de Einar, lo que desembocó en tragedia al participar Eldjam y Havgrímur en una emboscada donde fallecieron los hermanos. 
Según la saga Einar murió ahogado en el estrecho de Suðuroyarfjørður en 1005.

## Etimología
El apodo suðringur idicaba la procedencia de Einar, Suðreyjar, las islas meridionales de los territorios vikingos de las Islas del Norte, que corresponde a las islas Hébridas y Mann, cuyo significado es islas del sur.